# 하숙인 (2009년 영화)
《하숙인》(영어: The Lodger)은 미국의 미스터리 스릴러 영화이다. 마리 벨럭 라운즈의 소설 ''The Lodger''(1913)에 바탕하였으며, 해당 소설은 앨프리드 히치콕의 1927년 동명 영화의 원작이기도 하다. 2009년 1월 23일 뉴욕과 로스앤젤레스의 일부에서 제한 상영되었고, 2009년 2월 10일 미국에서 DVD로 나왔다.

## 자세히줄거리보기
이 영화는 두 가지 이야기를 제공한다. 하나는 정체 모를 살인자에게 쫓기는 탐정의 이야기, 다른 하나는 여관 주인과 하숙인의 이야기이다.

## 출연
| 이야기 1        | 이야기 1                                 |
| 배우            | 배역                                     |
| --------------- | ---------------------------------------- |
| 앨프리드 몰리나 | 챈들러 매닝 (형사)                       |
| 레이철 리 쿡    | 어맨다 매닝 (챈들러의 딸)                |
| 멜 해리스       | 마거릿 매닝 (챈들러의 아내)              |
| 셰인 웨스트     | "스트리트" 윌킨슨 (챈들러의 신입 파트너) |
| 필립 베이커 홀  | 경찰서장                                 |
| 리베카 피전     | 제시카 웨스트민 박사 (FBI 프로파일러)    |
| 이야기 2        |                                          |
| 배우            | 배역                                     |
| 호프 데이비스   | 엘런 번팅 (집 주인)                      |
| 도널 로그       | 조 번팅 (집 주인의 배우자)               |
| 사이먼 베이커   | 맬컴 슬레이트 (하숙인)                   |